# Форманчук Олександр Іванович
Олександр Іванович Форманчук (нар. 2 жовтня 1982, Житомир, УРСР, СРСР) — український актор театру, кіно, телебачення та дубляжу, народний артист України (2021), заслужений артист України (2010).

## Життєпис
Олександр Форманчук народився 2 жовтня 1982 року в місті Житомирі, у нього п'ятеро рідних сестер.
У 2004 році закінчив Київський національний університет театру, кіно і телебачення імені Івана Карпенка-Карого (майстерня Олега Шаварського).
З 2004 року Олександр Форманчук актор Національного академічного драматичного театру імені Івана Франка.
24 серпня 2021 року присвоєно звання «Народний артист України».

## Театр
Навчальний театр КНУТКТ
- 2004 — «Житейське море» за п'єсою Івана Карпенка-Карого; реж. Анатолій Захарченко — Іван Барильченко
- 2004 — «Чикаго» Дж. Кандера на лібретто Фреда Ебба та Боба Фосса; реж. Олег Шаварський —Фред Кейслі

Національний академічний драматичний театр імені Івана Франка
Ролі на сцені театру ім. І. Франка:
- 2004 — «Брати Карамазови» Федода Достоєвського; реж. Юрій Одинокий — Ракітін
- 2004 — «Кіт-чарівник» Дюли Урбана[hu]; реж. Дмитро Чирипюк, Віталій Кіно —Роман
- 2004 — «Цар Едіп» за однойменною п'єсою Софокла; реж. Роберт Стуруа — жрець
- 2005 — «Наталка Полтавка» за однойменною п'єсою Івана Котляревського; реж. Олександр Ануров — Микола
- 2005 — «Божественна самотність» Олександра Денисенка; реж. Олександр Білозуб — Городовий
- 2005 — «Ромео і Джульєтта» за однойменню п'єсою Вільяма Шекспіра; реж. Валентин Козьменко-Делінде — Тібальт
- 2005 — «Соло-мія»; реж. Олександр Білозуб — Голос[6]
- 2005 — «Шякунтала» Калідаса; реж. Андрій Приходько — воїн
- 2006 — «Соло для годинника з передзвоном» О. Заградника; реж. Олександр Білозуб — Павло
- 2006 — «Віват, Королево!» Роберта Болта; реж. Юрій Кочевенко — Ліндслей
- 2006 — «Посеред раю на Майдані» KLIMa; реж. Володимир Кучинський — невідомий
- 2007 — «Кайдашева сім'я» за повістю Івана Нечуй-Левицького; реж. Петро Ільченко — Карпо
- 2007 — «Той, хто з неба впав» Олександра Вратарьова; реж. Петро Ільченко — Велике вухо
- 2008 — «…Я згадую… Амаркорд» Олени Сікорської та Олександра Білозуба; реж. Олександр Білозуб —персонаж фільму[7]
- 2008 — «Едіт Піаф. Життя в кредит» Юрія Рибчинського; реж. Ігор Афанасьєв — Раймон Ассо
- 2009 — «Дві квітки кольору індиго» Олександра Білозуба; реж. Олександр Білозуб — Парубок[8]
- 2009 — «В неділю рано зілля копала…» Ольги Кобилянської; реж. Дмитро Чирипюк — Гриць[9]
- 2010 — «Буря» за однойменною п'єсою Вільяма Шекспіра; реж. Сергій Маслобойщиков — Фердінанд, син короля Неаполітанського
- 2010 — «Урус-Шайтан» Ігоря Афанасьєва; реж. Ігор Афанасьєв — Сірко, юнак
- 2011 — «Гімн демократичної молоді» повістю Сергія Жадана; реж. Юрій Одинокий — Перший керівник «боксерів»
- 2011 — «Новорічна одісея» Дмитра Буковинця; реж. Ксенія Ромашенко — Шредер
- 2012 — «Перехресні стежки» за однойменною повістю Івана Франка; реж. Дмитро Чирипюк — Рафалович
- 2013 — «Morituri te salutant» за новелами Василя Стефаника; реж. Дмитро Богомазов — Парубок
- 2014 — «Така її доля…» Тараса Шевченка; реж. Станіслав Мойсеєв — брат
- 2014 — «Моя професія — синьйор з вищого світу» Джуліо Скарніччі, Ренцо Тарабузі; реж. Анатолій Хостікоєв — Антоніо
- 2015 — «Ліс» Олександра Островського; реж. Дмитро Богомазов — Олексій Сергійович Буланов
- 2015 — «Ерік XIV» Августа Стріндберга; реж. Станіслав Мойсеєв — Нільс Юлленшерна
- 2016 — «Річард ІІІ» за однойменною п'єсою Вільяма Шекспіра; реж. Автанділ Варсімашвілі[ru] — сер Джемс Тіррел, вбивця
- 2016 — «Санація» Вацлава Гавела; реж. Бржетіслав Рихлік — Перший делегат
- 2017 — «Скупий, або школа брехні» за п'єсою Мольєра; реж. Петро Ільченко — Валер[10]
- 2018 — «Земля» за однойменною повістю Ольги Кобилянської; реж. Давид Петросян — Михайло[11]
- 2018 — «Ідіот» за романом Федіра Достоєвського; реж. Юрій Одинокий — Парфен Семенович Рогожин
- 2018 — «Коріолан» за однойменною п'єсою Вільяма Шекспіра; реж. Дмитро Богомазов — Кай Марцій, згодом Коріолан[12]
- 2021 — «Пер Гюнт» за п'єсою Генріка Ібсена; реж. Іван Уривський — Пер Гюнт

Національний Центр театрального мистецтва імені Леся Курбаса
- 2006 — «Голодний гріх» Василя Стефаника; реж. Олександр Білозуб — Гриць Летючий[13]
- 2007 — «Одіссея»; реж. Олександр Білозуб — Одіссей[14]

## Фільмографія
| Рік       |    | Українська назва               | Оригінальна назва             | Роль                                          |
| --------- | -- | ------------------------------ | ----------------------------- | --------------------------------------------- |
| 2024      | с  | «Тільки живи»                  |                               | Чумак                                         |
| 2024      | с  | «Поклик кохання»               |                               | Олексій                                       |
| 2024      | с  | «К.О.Д.»                       |                               | Сергій Полянський                             |
| 2022      | с  | «Морська поліція. Чорноморськ» |                               | '                                             |
| 2023      | с  | «Ботоферма»                    |                               | Руслан, власник PR-агенції із ботофермами     |
| 2021—2022 | с  | «Водна поліція»                |                               | Сергій Полянський                             |
| 2020      | с  | «Не хочу тебе втрачати»        |                               | Єгор                                          |
| 2020      | с  | «Сага»                         |                               | Михайло                                       |
| 2019      | с  | «В полоні у перевертня»        |                               | Олексій постпродукція                         |
| 2018      | с  | «Два береги надії»             | рос. «Два берега надежды»     | фанат                                         |
| 2018      | с  | «Обручка з рубіном»            |                               | Микола                                        |
| 2017—2018 | с  | «Лікар Ковальчук»              |                               | Борис Зуєв, невролог, колишній чоловік Оксани |
| 2017      | с  | «Ментовські війни. Київ»       | рос. «Ментовские войны. Киев» | Каттані, головна роль                         |
| 2017      | с  | «Пес-4»                        | рос. «Пёс-4»                  | Борода                                        |
| 2017      | с  | «Забута жінка»                 | рос. Забытая женщина          | Віктор                                        |
| 2016      | с  | «Гроза над Тихоріччям»         | рос. Гроза над Тихоречьем     | епізодична роль                               |
| 2016      | с  | «Пес-3»                        | рос. «Пёс-3»                  | Олег Нерпін                                   |
| 2016      | с  | «Друге життя»                  | рос. «Вторая жизнь»           | Костянтин Шелест, головна роль                |
| 2016      | с  | «На лінії життя»               | рос. На линии жизни           | Олександр Краско                              |
| 2015      | с  | «Пес»                          | рос. «Пёс»                    | Олексій Скворцов, охоронець                   |
| 2014      | с  | «Поверни моє кохання»          | рос. Верни мою любовь         | Георгій Трофимов, бізнес-консультант          |
| 2013      | с  | «Пастка»                       | рос. «Ловушка»                | Стас Кондратьєв                               |
| 2011      | с  | «Повернення Мухтара-7»         | рос. «Возвращение Мухтара-7»  | Михайло Льовкін «Бетмен»                      |
| 2011      | кф | «MANU 18347»                   |                               |                                               |
| 2010      | с  | «1942»                         | рос. «1942»                   | епізодична роль                               |
| 2009      | с  | «Територія краси»              | рос. «Территория красоты»     | Михайло                                       |
| 2005      | с  | «Новий російський романс»      | рос. «Новый русский романс»   | охоронець                                     |

## Дублювання та озвучення українською
- 2018 — «Людина-мураха та Оса» — Сонні Берч
- 2017 — «Зоряні війни: Останні джедаї» — Ен3е або НЗ (Невідомий Зломник)
- 2006 — «Тачки» — Шмаркач (Snot Rod)